# 裸項細棘鰕虎魚
裸項細棘鰕虎魚，为輻鰭魚綱鰕虎鱼目鰕虎鱼亚目鰕虎魚科的其中一種，分布於西太平洋區，包括琉球群島、菲律賓、印尼及巴布亞紐幾內亞等海域，棲息在河口及沿岸的沙泥底質淺水處，體長可達3.3公分。

## 扩展阅读
維基物種上的相關：裸項細棘鰕虎魚